# ラファエル・コレア
ラファエル・ビセンテ・コレア・デルガード（Rafael Vicente Correa Delgado, 1963年4月6日 - ）は、エクアドルの政治家。首都キトの外港に位置するグアヤキル生まれの経済学者、左派政治家でもある。同国大統領、経済相を歴任した。

## 来歴
ルーヴァン・カトリック大学にて経済修士を、また2001年にイリノイ大学アーバナ・シャンペーン校にて経済博士を取得している。
キトにあるサンフランシスコ大学で1993年から2005年まで経済学部の教授を務め、学部長や社会経済研究所所長も歴任した。
左翼政党連合（国民同盟：Alianza PAIS と左翼拡大戦線：PS-FA）の支援を受け、2006年のエクアドル大統領選挙に出馬、11月26日の決選投票で56%を得票して当選し、2007年1月15日、大統領に就任した。
その前の2001年大統領選にて当選したルシオ・グティエレスの副大統領アルフレド・パラシオの経済顧問を務めていたが、2005年4月、グティエレス大統領が失脚してパラシオが大統領に昇格すると、経済相に就任した。しかし、もともと左翼的な経済学者であったコレアは新自由主義経済と対決する経済政策を進めようとしたため、世界銀行やIMFと対立し、その圧力に屈したパラシオ大統領の意向で4ヶ月後に辞任に追い込まれた。
2006年の大統領選挙に出馬したコレアは事前の世論調査で優勢を伝えられていたが、10月15日の第1回投票の結果は意外にも僅差ながら得票第2位となった。開票中に集計システムの故障があり、不正も疑われたが、選挙監視団は不正はなかったとしている。しかし過半数を制する候補者がいなかったため辛くも決選投票に進んだコレアは、その後次第に支持を伸ばして、第1回投票で首位の対立候補アルバロ・ノボアを逆転して勝利した。
コレアは自らを「キリスト教左翼人道主義者」と称し、ベネズエラのウゴ・チャベス大統領やボリビアのエボ・モラレス大統領とともに米州ボリバル同盟を立ち上げた。
2000年に導入された通貨をドル化する政策を批判、選挙中に対外債務の返済拒否に言及したこともある。チャベスが国連総会でアメリカのブッシュ大統領を「悪魔」と呼ぶ演説をしたとき、「ブッシュを悪魔に比べるのは悪魔に失礼だ。悪魔は邪悪だが、少なくとも知性はある」との発言を行っている。
一方で、これまでコロンビアのアルバロ・ウリベ政権からのコロンビアの反政府左翼組織コロンビア革命軍 (FARC) に対する支援提供についての批判を頑として認めてこなかったが、2008年3月1日にFARCの最高幹部ラウル・レジェスがエクアドル領内で越境したコロンビア軍により殺害された際に、コロンビア側はエクアドルが彼らに庇護を与えていた証拠を押収したと発表した。コレアも当初コロンビアの自衛権に基く行為だと自制的に評価を加えていたが、殺害状況を把握して主権侵害であり卑劣な虐殺であると激怒し、同じくコロンビアからFARCを支援していると批判されているベネズエラやニカラグアと共に軍をコロンビア国境に集結させた。3月6日、米州機構の仲介を受け「事態の解決」を宣言、軍事衝突の危機は回避されている。
2008年に憲法改正の国民投票を行い、賛成多数で承認された。これにより今までは禁止されていた再選が可能となった。2009年4月26日に行われた大統領選挙で再選。
2010年9月30日には警官の給与削減に抗議するデモ隊を説得する際、デモ隊から催涙弾を投げつけられ、搬送された病院も反対派の警官らに囲まれたため、エクアドル軍によって救出された。
2013年2月17日の大統領選挙で再選。
2014年12月にキトの南米諸国連合本部エディフィシオ・ネストル・キルチネルの落成式をアルゼンチンのクリスティーナ・フェルナンデス・デ・キルチネル大統領とともに行った。
2017年5月24日に退任。
2020年4月7日、最高裁は、汚職の罪に問われたコレアに対し8年と25年間の参政権停止の有罪判決を言い渡した。コレアは現在、ベルギーで暮らしている。

## 政策

### 外交

#### 中国
2008年のデフォルトからエクアドル最大の債権国となった中国からの融資でコレア政権の財政支出の6割は賄われるようになり、エクアドルの原油は9割が中国に輸出された。中国から武器の購入も進め、中国の援助でエクアドル初の人工衛星NEE-01 ペガソを打ち上げた他、エクアドル最大のコカ・コド・シンクレル水力発電所などを建設した。中国の協力で大規模な監視システムであるECU911を構築してコレア政権は反体制派の監視を行っていたとされる。

#### 日本
日本の国連安保理常任理事国入りを支持している。